# Никола Райков
Никола Руменов Райков e български автор на произведения в жанровете научна фантастика, фентъзи и детска литература и създател на настолни игри.

## Биография
Роден е на 21 юни 1981 г. в Стара Загора. Завършва висшето си образование в Чикаго, САЩ в областта на информационните технологии, като през това време поддържа официален сайт за кино рецензии върху американското кино. Започва да публикува свои статии, разкази и повести, пише кино прегледа за телевизия ММ. След завършването на образованието си, разочарован от американския начин на живот и светоглед, се връща в България. От 2009 г. живее със съпругата и сина си в малко българско селце. Става известен с първите по рода си приказки-игри „Голямото приключение на малкото таласъмче“ и „Още по-голямото приключение на малкото таласъмче“. Само за няколко години се превръща в един от най-популярните и обичани детски писатели на България, а книгите му се продават в многохилядни тиражи. Никола Райков е известен с високо хуманните си възгледи и реализира благотворителни проекти, както и проекти за свободно споделяне на иновативните приказки-игри.
Носител е на множесто награди и номинации както и най-значимото отличие за детско творчество в България – националната награда „Константин Константинов“ на Министерство на културата и е най-младият автор получавал престижното отличие. Четирикратен носител е на наградата „Бисерче вълшебно“ за своите приказки-игри „Добросъците“, „Приказка от два свята“, „Дугулите и вълшебното листо“ и „Най-най-голямото приключение на малкото таласъмче“. Електронните издания на творбите му се превеждат от доброволци по цял свят, а книгите му се издават и извън България. Правата върху голяма част от творчество му са откупени в Китай. Настолната му игра „Страната на чудесата" е издадена в САЩ.

## Награди и признания
- 2005 (септември) – Награда „Най-добър филмов проект“ на международния фестивал за кино в Балчик.
- 2013 (септември) – Награда „Булгакон 2013“ за приказката-игра „Голямото приключение на малкото таласъмче“[2]
- 2014 (април) – Награда на участниците в „Южна пролет“ за приказката-игра „Голямото приключение на малкото таласъмче“
- 2014 (юли) – Национално отличие за най-добър детски фантаст за 2013 – 2014
- 2014 (юли) – Номинация за Best creator of children's sci-fi or fantasy books, Eurocon 2014, Dublin, Ireland
- 2014 (декември) – Награда „Носител на всенародната любов“ за приказката-игра „Голямото приключение на малкото таласъмче“, Фондация „Човешката библиотека“
- 2015 (май) – Национална награда „Константин Константинов“ за приказката-игра „Още по-голямото приключение на малкото таласъмче“[3]
- 2015 (декември) – Награда „Носител на всенародната любов“ за приказката-игра „Още по-голямото приключение на малкото таласъмче“, Фондация „Човешката библиотека“
- 2016 (август) – Номинация за литературната награда „Перото“ за приказката-игра „Добросъците“
- 2017 (април) – Награда „Бисерче вълшебно“ в категория „Иноватори“ за приказката-игра „Добросъците“
- 2019 (април) – Награда „Бисерче вълшебно“ в категория „Изследователи“ за „Приказка от два свята“
- 2021 (юли) – Номинация за Best Author, Eurocon 2021, Fiuggi, Italy
- 2022 (май) – Награда „Бисерче вълшебно“ в категория „Изследователи“ за приказката-игра „Дугулите и вълшебното листо“
- 2022 (октомври) – Номинация за литературната награда „Перото“ за приказката-игра „Дугулите и вълшебното листо“[4]
- 2022 (декември) – Номинация за „Комикс на годината на Ozone.bg“ за „Новите приключения на Пепър и котарака Морков“
- 2023 (септември) – Номинация за литературната награда „Перото“ за приказката-игра „Най-най-голямото приключение на малкото таласъмче“
- 2024 (май) – Награда на детското жури „Константин Константинов“ за приказката-игра „Най-най-голямото приключение на малкото таласъмче“
- 2024 (май) – Награда „Бисерче вълшебно“ в категория „Изследователи“ за приказката-игра „Най-най-голямото приключение на малкото таласъмче“
- 2024 (юни) – Номинация за „Христо Г. Данов“ за приказката-игра „Най-най-голямото приключение на малкото таласъмче“
- 2024 (август) – Европейска награда „Еврокон“ в категория Best Dramatic Presentation, Ротердам, Нидерландия за мюзикъла „Училище за магьосничества“ (либрето)
- 2024 (септември) – Номинация за литературната награда „Перото“ за „Принцът на сънищата“

## Произведения

### Разкази
- 2004 – „Морски сълзи“
- 2005 – „Хардуерен проблем“
- 2005 – „Пеперуда“ – в съавторство с Димитър Стефанов
- 2006 – „Изневяра“

### Филмови сценарии
- 2005 – „Влез“

### Книги-игри
- 2013 – „Приказка-игра: Голямото приключение на малкото таласъмче“
- 2014 – „Приказка-игра: Още по-голямото приключение на малкото таласъмче“
- 2016 – „Приказка-игра: Добросъците“
- 2018 – „Приказка от два свята“
- 2021 – „Приказка-игра: Дугулите и вълшебното листо“ – в съавторство с Тони Теллалов
- 2023 – „Приказка-игра: Най-най-голямото приключение на малкото таласъмче“
- 2024 – „Приказка-игра: Дугулите и нашествието на бумбаците“ – в съавторство с Тони Теллалов

### Настолни игри
- 2018 – „Таласъмски истории“
- 2019 – „Добросъците: невидим свят“
- 2020 – „Телепорти и отвари“ – разширение към „Таласъмски истории“
- 2021 – „Сказание“
- 2022 – „Страната на чудесата“

### Мюзикъли
- 2022 – „Училище за магьосничества“ (либрето)
- 2024 – „Децата на Судра“ (либрето)

### Комикси
- 2022 – „Приключенията на Пепър и котарака Морков“ (превод и адаптация)
- 2022 – „Новите приключения на Пепър и котарака Морков“ (превод и адаптация)

### Приключенски игри с добавена реалност
- 2023 – „Бедечко“ (част от фестивала „На зелено“)
- 2025 – „Пазителите на Бедечка“ (част от фестивала „На зелено“)

### Публикации в съвместни издания
- „Пеперуда“, разказ, заедно с Димитър Стефанов (2006) в „Таласъмия 2005“ – Издателска къща Квазар
- „Хардуерен проблем“ (2006) в „Списание Усури“
- „Изневяра“ (2008) в „Секси хоризонти“ – Издателство Аргус

### Книги
- „Принцът на сънищата"